# Alfred Cammann
Alfred Cammann (* 7. August 1909 in Hannoversch Münden; † 20. April 2008 in Oyten) war  ein deutscher Gymnasiallehrer, Schriftsteller und Sammler ostdeutschen Erzählguts.

## Leben
Cammann studierte an der Universität Göttingen Germanistik, Geschichte und Sport, unterbrochen durch ein Ostsemester an der Albertus-Universität Königsberg im Sommersemester 1930. Den Vorbereitungsdienst als Studienreferendar und Studienassessor verbrachte er in Ostpreußen und Westpreußen. In Marienwerder war er nebenamtlich als Assistent am Heimatmuseum tätig; hier begann er, Märchen und Erzählungen zu sammeln.
Nach dem Zweiten Weltkrieg ließ er sich in Bremen nieder. Er begann mit seiner Frau Luise Cammann, Geschichten und Erzählungen bei den aus Ostdeutschland und den deutschen Siedlungsgebieten Osteuropas Vertriebenen zu sammeln. Weit über 1000 Interviews mit Angehörigen deutscher Minderheiten in Ungarn, Rumänien und der Ukraine, mit Bessarabiendeutschen, Wolhyniendeutschen, Ost- und Westpreußen, Schlesiern und Pommern nahmen sie auf. Nach seiner Pensionierung 1971 konnte er diese Gebiete auch bereisen und hielt bis ins hohe Alter regen Schriftwechsel mit Hunderten von Gewährsleuten, der in Auszügen in seinen Büchern veröffentlicht ist.
In über hundert Aufsätzen in Fachzeitschriften beschäftigte er sich mit Einzelthemen der Erzählforschung, beispielsweise den Bremer Stadtmusikanten oder dem Rattenfänger von Hameln.
Das 1984 übergebene Cammann-Archiv befindet sich im Institut für Heimatforschung in Rotenburg (Wümme), es umfasst 311 Tonbänder und rund 12.000 Datensätze, fast 900 umfangreiche Mappen mit Dokumenten und Erzählungen, Tausende von Bildern sowie eine Bibliothek mit rund 3.000 Bänden.
Seit 1961 war er ordentliches Mitglied der Historischen Kommission für ost- und westpreußische Landesforschung. Er war Mitglied der Deutschen Gesellschaft für Volkskunde und der Internationalen Gesellschaft für Volkserzählungsforschung.

## Werke
- Westpreußische Märchen. Verlag Walter de Gruyter, Berlin 1961.
- Vom Volkstum der Deutschen aus Bessarabien. Holzner Verlag, Würzburg 1962.
- Deutsche Volksmärchen aus Rußland und Rumänien. Schwartz Verlag, Göttingen 1967.
- Die Welt der niederdeutschen Kinderspiele. Otto Meißners Verlag, Bleckede 1970.
- Märchenwelt des Preußenlandes. 1. Auflage Otto Meißners Verlag, Bleckede 1973; 2. Auflage Otto Meißners Verlag, Berlin 1992; 3. Auflage Nicolaische Verlagsbuchhandlung, Berlin 1996.
- Donauschwaben erzählen. 4 Teile. Schriftenreihe der Kommission für ostdeutsche Volkskunde, Bde. 15, 16, 19, 20. N. G. Elwert Verlag, Marburg 1976, 1977, 1978, 1979.
- Turmberggeschichten. Ein Beitrag zur westpreussischen Landes- und Volkskunde. Schriftenreihe der Kommission für ostdeutsche Volkskunde, Bd. 22. N. G. Elwert Verlag, Marburg 1980.
- Volkserzählung der Karpatendeutschen – Slowakei –  2 Teile. Schriftenreihe der Kommission für ostdeutsche Volkskunde, Bände 24 und 25. N. G. Elwert Verlag, Marburg 1981.
- Ungarndeutsche Volkserzählung. Aus deutscher Siedlung im altungarischen Raum. 2 Teile. Schriftenreihe der Kommission für ostdeutsche Volkskunde, Bde. 26 und 27. N. G. Elwert Verlag, Marburg 1982.
- Heimat Wolhynien. Schriftenreihe der Kommission für ostdeutsche Volkskunde, Bd. 33. N. G. Elwert Verlag, Marburg 1985.
- Aus der Welt der Erzähler – Mit rußland- und rumäniendeutschen Berichten und Geschichten. Schriftenreihe der Kommission für ostdeutsche Volkskunde, Bd. 38. N. G. Elwert Verlag, Marburg 1987.
- Heimat Wolhynien – Teil II. Schriftenreihe der Kommission für ostdeutsche Volkskunde, Bd. 41. N. G. Elwert Verlag, Marburg 1988.
- Märchen – Lieder – Leben in Autobiographie und Briefen der Rußlanddeutschen Ida Prieb. Schriftenreihe der Kommission für ostdeutsche Volkskunde, Bd. 54. N. G. Elwert Verlag, Marburg 1991.
- Glück und Unglück des Ostpreußen Otto Bysäth als Beitrag zur Zeitgeschichte und Volkskunde. Schwartz Verlag, Göttingen 1993.
- Pommern erzählt. Volkskunde und Zeitgeschichte. Schwartz Verlag, Göttingen 1995.
- Die Masuren. Aus ihrer Welt, von ihrem Schicksal in Geschichte und Geschichten. Einzelschriften der Historischen Kommission für Ost- und Westpreußische Landesforschung, Bd. 25. N. G. Elwert Verlag, Marburg 2004, ISBN 3-7708-1249-2.
- Die Kaschuben. Aus ihrer Welt, von ihrem Schicksal in Geschichte und Geschichten. Quellen und Darstellungen zur Geschichte Westpreußens, Nr. 31. Nicolaus-Copernicus-Verlag, Münster 2007.

## Ehrungen
- Ehrengabe des Georg-Dehio-Preises der Künstlergilde
- 1975 Europa-Preis für Volkskunst der F.V.S.-Stiftung
- 1994 Kulturpreis der Landsmannschaft Ostpreußen für Wissenschaft
- 1994 Westpreußischer Kulturpreis
- 1995 Angerburger Kulturpreis des Landkreises Rotenburg (Wümme)
- 1997 Ehrenmitglied der Historischen Kommission für ost- und westpreußische Landesforschung.